# Лексмонд
Лексмонд (нід. Lexmond) — село в нідерландській провінції Утрехт. Входить до муніципалітету Вейфгеренланден.
Його площа — 22,82 км², а населення станом на 2021 рік становило 2960 осіб.
Перша згадка про населений пункт датується 1180 роком.
До 1986 року мало статус окремого муніципалітету.

## Галерея

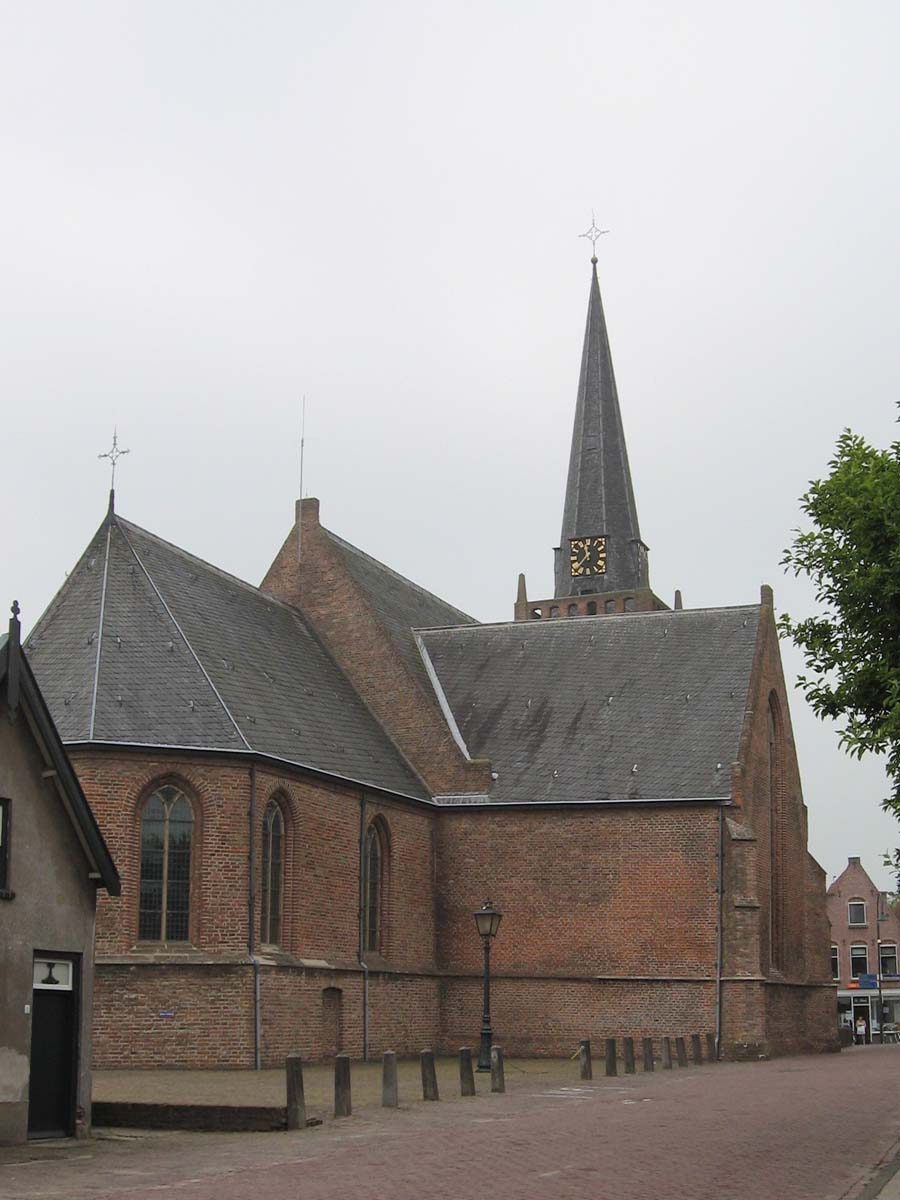
Реформістська церква
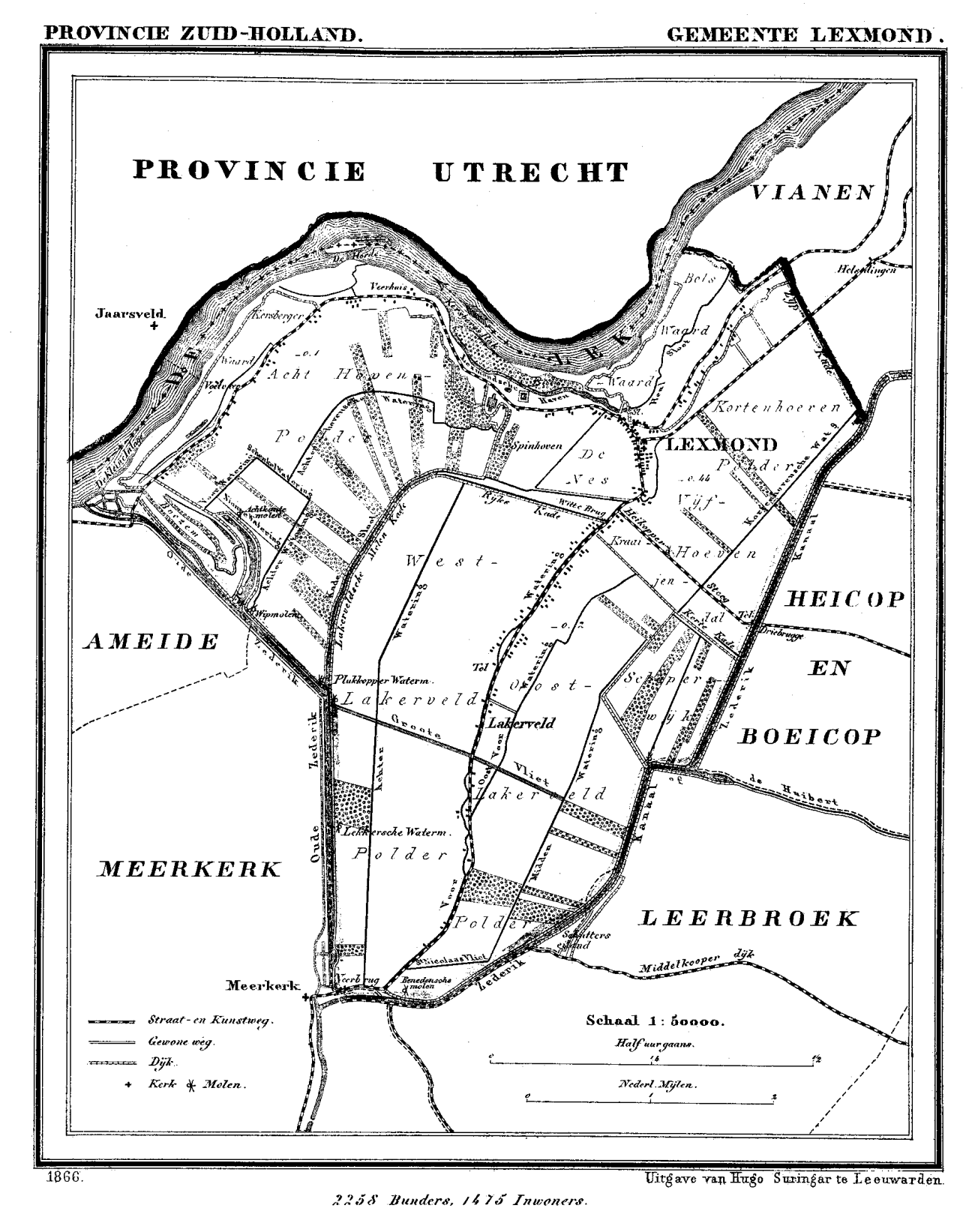
Мапа Лексмонда (1866)
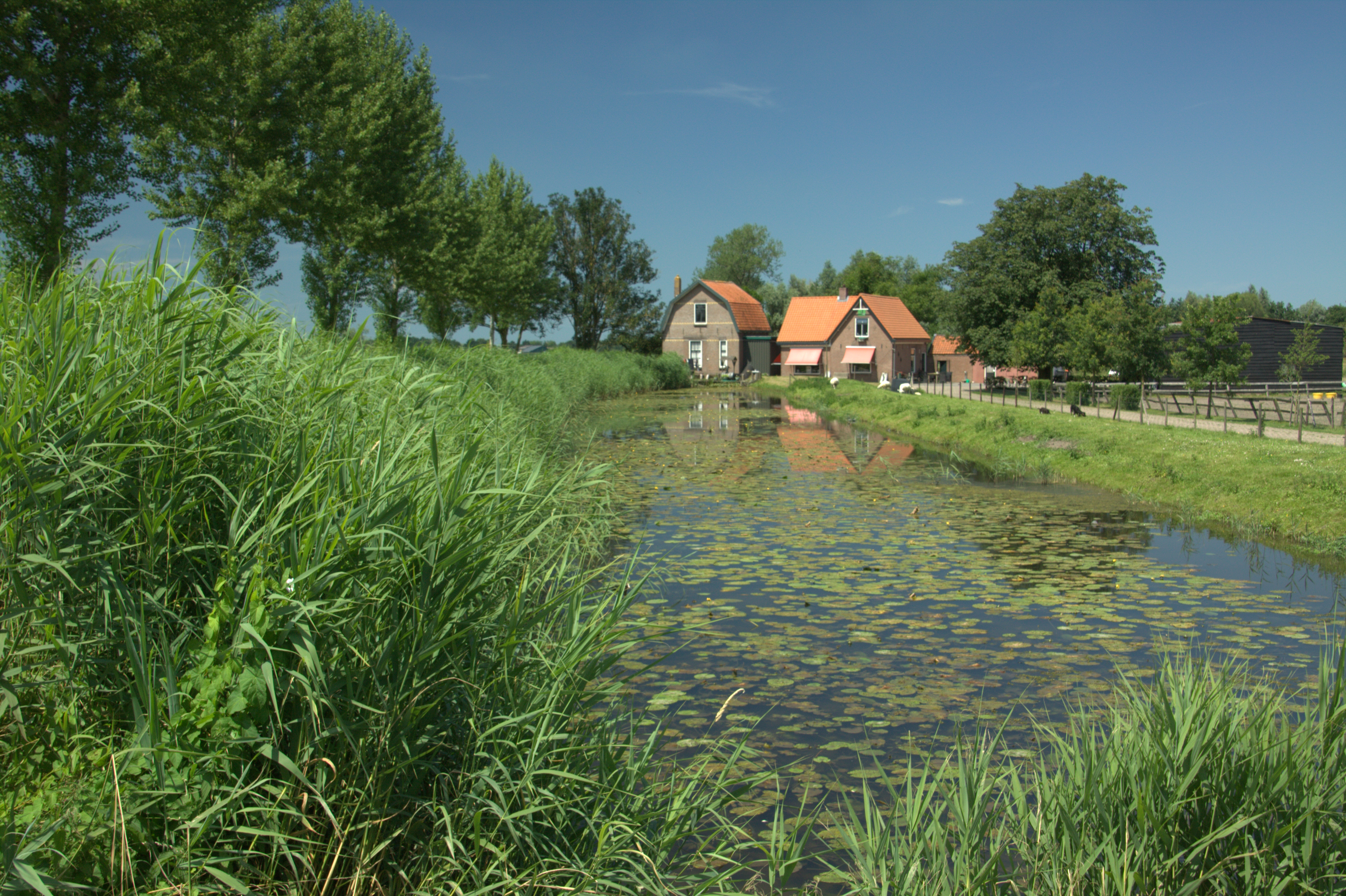
Насосна станція
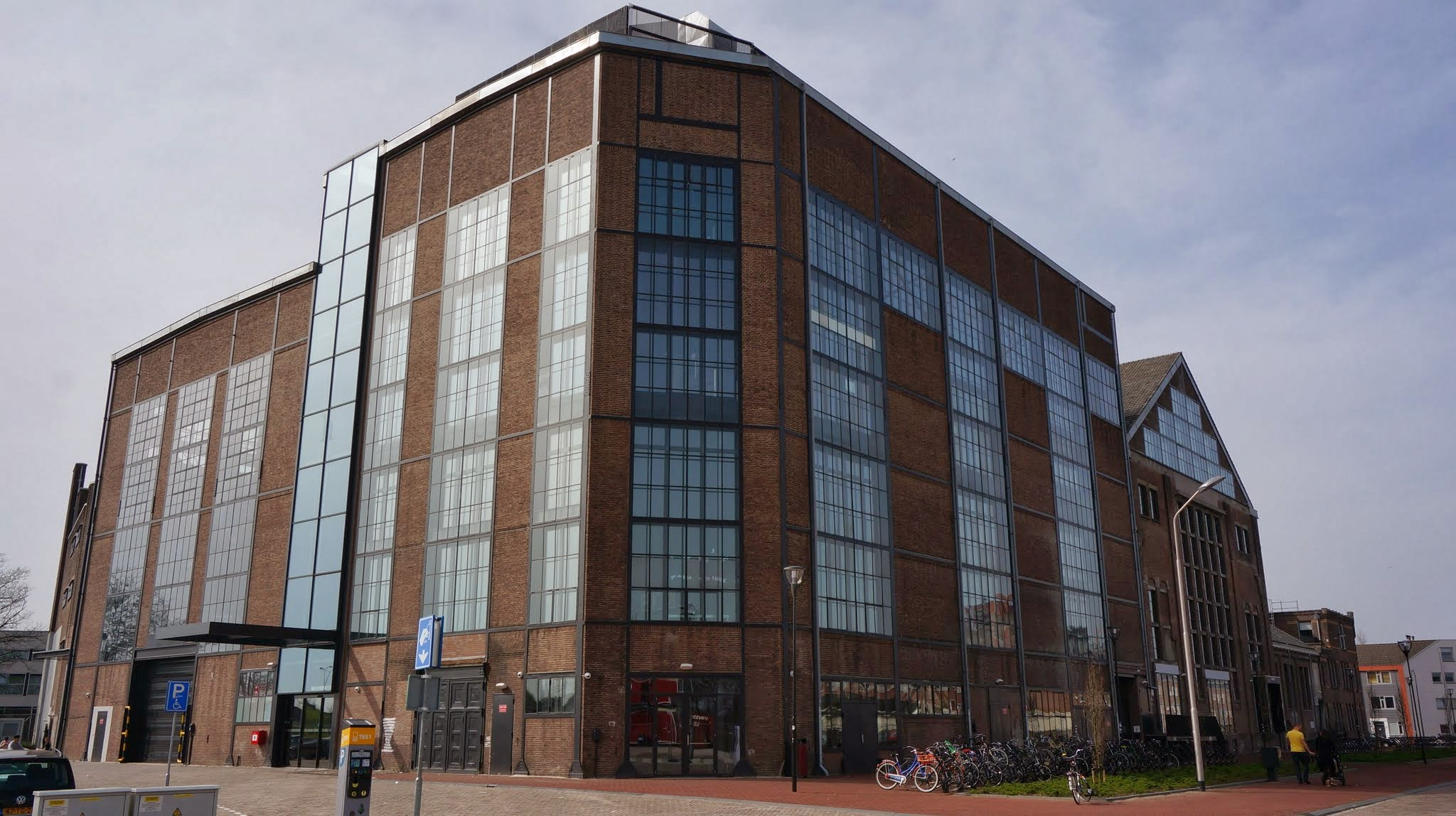